# Attolitro
El attolitro es una unidad de medida de volumen igual a 10-21 litros. Se abrevia aL o al. 

## Equivalencias
Un attolitro equivale a:
- 0,001 femtolitros.
- 1,30795061 × 10-21 yardas cúbicas[2]